# Fuerzas Armadas Afganas
Las Fuerzas Armadas Afganas (en pastún: نیروهای مسلح افغانستان), y también conocido de 2004 a 2021 como Fuerzas Armadas Republicanas Afganas, fueron las fuerzas militares de la República Islámica de Afganistán. Estaban formadas por el Ejército Nacional Afgano y la Fuerza Aérea Afgana. Al ser un país sin litoral y sin cuerpos de agua fluviales de importancia, Afganistán no tenía armada.

## Descripción
El presidente de Afganistán es el comandante en jefe de las Fuerzas Armadas afganas, que están controladas administrativamente a través del Ministerio de Defensa. El Centro de Comando Militar Nacional en Kabul sirve como cuartel general. Según Global Firepower, las Fuerzas Armadas afganas están clasificadas como el 75.º ejército más poderoso del mundo. Su mano de obra total es de 186.000 soldados y oficiales. Tienen bases importantes y pequeños puestos de avanzada en todo Afganistán, incluso en las provincias de Badakhshan, Balkh, Helmand, Herat, Kabul, Kandahar, Nangarhar y Parwan, así como en las ciudades de Kunduz, Ghazni, Gardez, Khost, Fayzabad, Farah. y Zaranj.

## Historia
Las Fuerzas Armadas afganas se originaron en 1709 cuando la dinastía Hotaki se estableció en Kandahar seguida por el Imperio durrani. El ejército afgano se reorganizó con la ayuda del Raj británico en 1880, cuando el país estaba gobernado por Abdur Rahman Khan. Fue modernizado durante el gobierno del rey Amanulá Khan a principios del siglo XX, y luego durante el gobierno de cuarenta años del rey Mohamed Zahir Shah. De 1978 a 1992, las Fuerzas Armadas afganas respaldadas por la Unión Soviética se involucraron en intensos combates con los grupos multinacionales de muyahidines que luego fueron respaldados por Estados Unidos, Arabia Saudita, Pakistán y otros. Después de la renuncia del presidente Mohammad Najibulá en 1992 y el fin del apoyo soviético, el ejército afgano se disolvió en porciones controladas por diferentes facciones. Esta era fue seguida por el régimen talibán, cuyos líderes fueron entrenados e influenciados por las Fuerzas Armadas de Pakistán.
Después de la destitución del régimen talibán a finales de 2001 y la formación de la Administración Provisional Afgana, las Fuerzas Armadas afganas comenzaron a reorganizarse nuevamente. Fueron entrenados por Estados miembros de la OTAN, principalmente por Estados Unidos. A pesar de los problemas iniciales con el reclutamiento y la formación, se volvieron eficaces en la lucha contra los insurgentes talibanes. Las Fuerzas Armadas afganas operaron de forma independiente pero recibian algo de apoyo aéreo de la Fuerza Aérea de los Estados Unidos. Como aliado importante extra-OTAN, Afganistán siguió recibiendo miles de millones de dólares en asistencia militar de Estados Unidos hasta la Caída de Kabul.